# Ялычев, Бурнаш
Бурнаш Ялычев (Елычев) — казачий атаман, совершивший путешествие в Сибирь, Монголию и Китай.
В 1567 году Иван Грозный направил казачьих атаманов Ивана Петрова и Бурнаша Ялычева с 20 товарищами для исследования находившихся за Сибирью восточных стран с дружественными грамотами к неизвестным властителям неизвестных народов.
Путешественникам удалось посетить Монголию и Китай и благополучно вернуться обратно. По возвращении атаманами был представлен «доезд» с описанием пути из Сибири в Китай. Доезд начинается от границ Сибири, где названы город Киргиз и реки Бакан (Абакан) и Кумчак (Кемчик). Затем описываются Чёрная (западная) и Жёлтая (восточная) Монголия. По утверждению путешественников Восточной Монголией в это время правила женщина по имени Мачи-катуна, которая отнеслась к ним благосклонно и снабдила грамотой для проезда в Китай через «железные врата» Китайской стены.
Достигнув Пекина путешественники не смогли попасть на приём к императору, так как не имели с собой подарков. Тем не менее, при отъезде им была выдана от имени императора «любительная грамота» к русскому царю. Поскольку в китайских источниках сведений о посольстве Петрова и Ялычева не обнаружено, некоторые современные историки ставят посещение ими Пекина под сомнение. Так как списки XVII века с доезда Ялычева и Петрова в значительной степени совпадают с отчётом более поздней экспедиции Ивана Петлина, под сомнение ставится и сам факт путешествия.
Списки с доезда Ялычева и Петрова были в России в конце XVI — начале XVII века основным источником сведений о восточных странах.